# Керосиновый ручей
Кероси́новый ручей — ручей в Северо-Западном административном округе Москвы, левый приток Москвы-реки. По состоянию на начало 2018 года заключён в подземный коллектор. Точное происхождение названия неизвестно.
Длина ручья составляет 2,4 км, в открытом русле — 600 метров. Водоток начинается недалеко от Строительного проезда и Сходненской улицы, проходит в районе Покровское-Стрешнево, пересекает Рижское направление Московской железной дороги, Волоколамское шоссе и западный край бывшего Тушинского аэродрома. Впадает в реку Москву в 100—200 метрах к югу от устья Сходни. По данным книги «Ресурсно-экологические проблемы больших городов и пути их решения», Керосиновый ручей является одним из наиболее чистых притоков Москвы.
В книге Юрия Насимовича «Реки, озёра и пруды Москвы» указывается, что в современном рельефе рядом со станцией метро «Тушинская» прослеживается продолговатое понижение, которое соответствует подземному коллектору. В этом месте в овраге, вероятно, протекал пересыхающий ручей, входил в пойму Москвы-реки, разворачивался к Химке и был её нижним правым притоком. А в XX веке вода была искусственно отведена с Тушинского аэродрома в реку Москву, образовав русло Керосинового ручья.